# Образ смерти

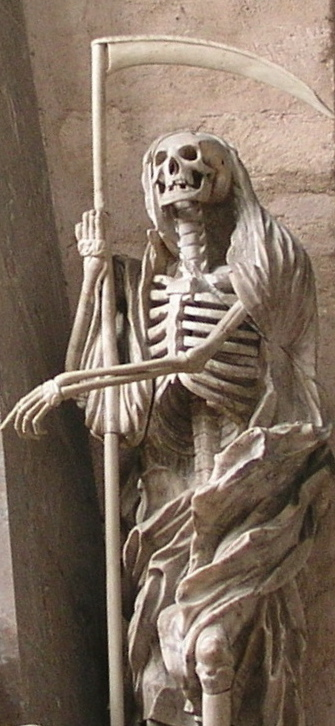
В европейской культуре смерть часто изображается в виде скелета, носящего саван, с косой

О́браз сме́рти — персонификация смерти в виде некоей физической сущности.
Смерть в качестве вымышленного образа встречается в мифах и легендах всех мировых культур начиная с незапамятных времён. Так как изначально человек не мог объяснить причину смерти живого существа, то бытовали представления о смерти, как о реальном существе. В европейской (и, в частности, славянской) культуре смерть часто изображается в виде скелета (или старухи) с косой, облачённого в белый или чёрный балахон с капюшоном (англ. Grim Reaper — «Мрачный жнец»). Именно поэтому смерть называют порой «костлявая». Другие верования утверждают, что Мрачный жнец — это всего лишь психопомп, служащий для разрыва последних связей между душой и телом и для ведения духа умершего в загробную жизнь, не имея никакого контроля над тем, когда и как умирает жертва.

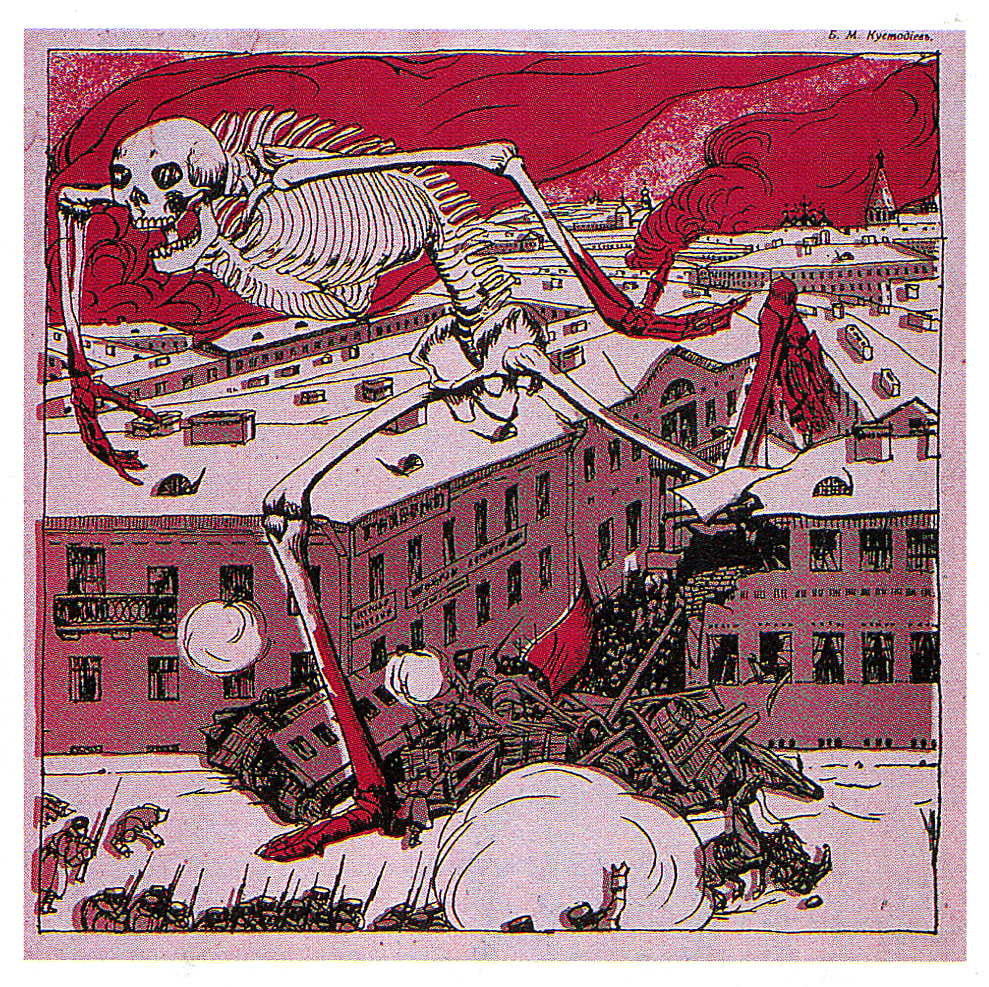
Жупел Революции
Б. М. Кустодиев, 1906 г.

## Смерть в религии
Во многих цивилизациях функции смерти выполняли отдельные божества. Как правило в каждой религии существовал бог-психопомп, проводник душ в царство смерти и бог-хозяин подземного мира.
- Анубис, Акен (Древний Египет)
- Танатос, Харон, Морос (Древняя Греция)
- Морс, Оркус (Древний Рим)
- Хель (Германо-скандинавская мифология)
- Грох (Армянская мифология)

### Буддизм

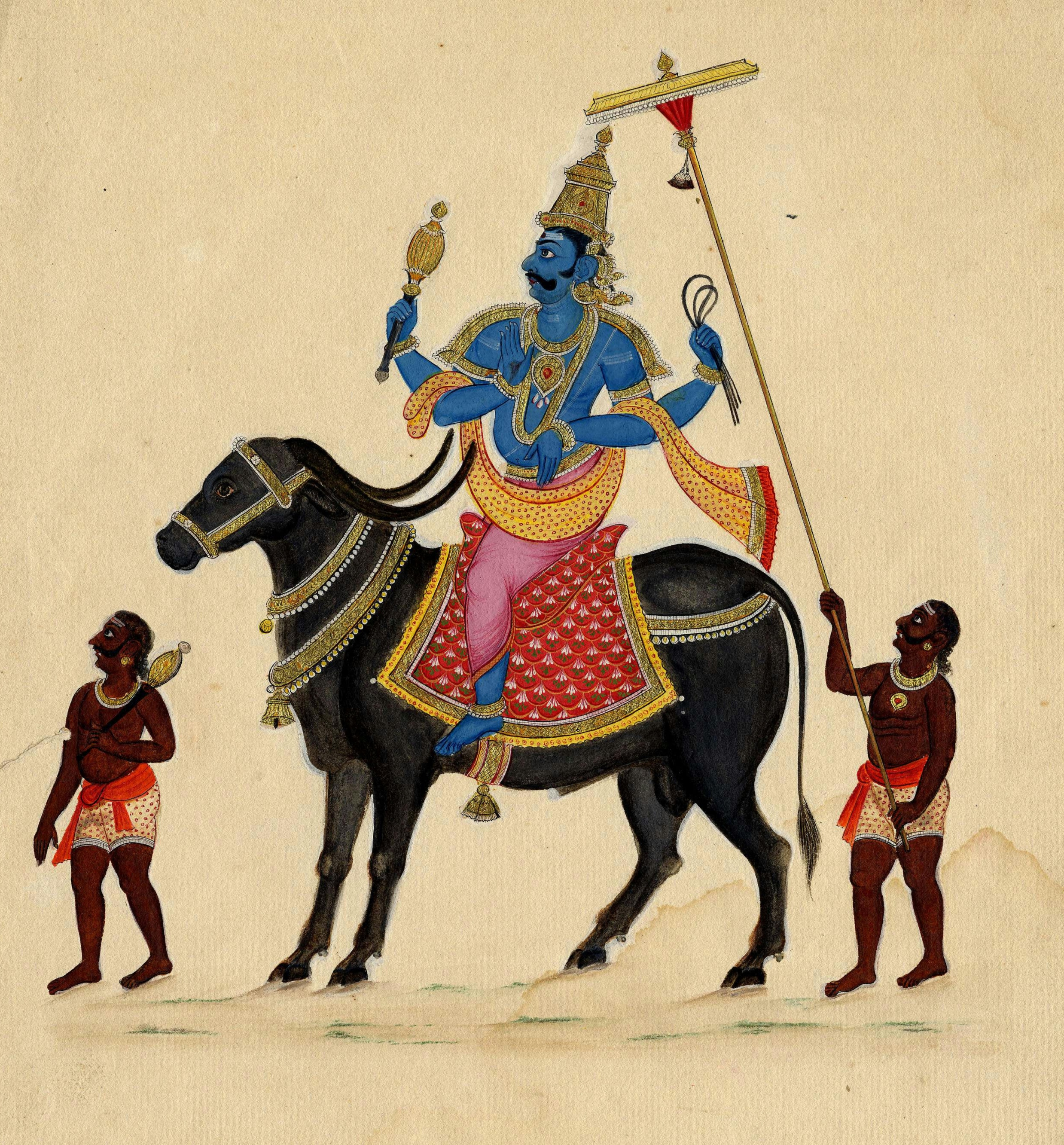
Дхармараджа Яма на чёрном буйволе, 1820 г.

На санскрите слово смерть будет Мритью (ср. рус. смерть, лит. mirtis, лат. mors), которая часто персонифицированна в дхармических религиях.
В индуистских писаниях владыку смерти называют царём Ямой (санскр. यम राज , Яма Раджа). Он также известен как Король Дхармы (Дхармараджа), поскольку считалось, что поступки личности после смерти ведут к справедливому перерождению. Яма едет на чёрном буйволе и несёт верёвочное лассо, чтобы привести душу обратно в свой дом, который называется Нарака, паталлока или Ямалока. Есть много форм жнецов, хотя некоторые трактовки гласят, что есть только одна форма, маскирующаяся под маленького ребёнка. Его агенты, Ямадуты, относят души обратно в Ямалок. Там секретарь Читрагупта хранит и поддерживает все отчёты о хороших и плохих поступках человека. Баланс этих поступков позволяет Яме решать, где душа должна будет находиться в своей следующей жизни, следуя правилу реинкарнации. Яма также упоминается в «Махабхарате» как великий философ и преданный Верховного Брахмана.

### Христианство

Ангел Смерти
Эвелин де Морган, 1881 г.

В Библии смерть представляет собой злого ангела, посланного Богом и наделённого большой силой.
Образ смерти представлен в шестой главе Откровения Иоанна Богослова:

И я взглянул, и вот, конь бледный, и на нём всадник, которому имя «смерть»; и ад следовал за ним; и дана ему власть над четвёртою частью земли — умерщвлять мечом и голодом, и мором и зверями земными.
— Откр. 6:7-8
См. также: Четыре всадника Апокалипсиса.

## Образ смерти в современной культуре

### Образ смерти в литературе

#### Смерть (Гарри Поттер)
Смерть появляется в «Повести о трёх братьях» в Дж. К. Роулинг «Сказки Барда Бидля», сборник сказок, показанных в её серии Гарри Поттер. Трое братьев избегают гибели и Смерть, разъярённая тем, что её избегают, предлагает братьям подарки. Два из этих даров, Бузинная палочка и Воскрешающий Камень, приводят к смерти первых двух братьев. Третий брат, наделённый мантией-невидимкой, избегает Смерти до старости, а затем идёт со смертью, как старый друг. Эти дары были названы в книге Дарами Смерти.

### Компьютерные игры
В Darksiders II игроку даётся возможность сыграть за всадника Апокалипсиса — Смерть, который решил искупить грехи своего брата Войны. Игра вышла 14 августа 2012.
Олицетворение Смерти или самостоятельно действующих атрибутов Смерти, например Коса смерти, многократно появляется в видеоиграх, особенно в сериях видеоигр Castlevania и The Sims. Почти все итерации персонажей «Смерти» или «Мрачного жнеца» обладают большинством тех же характеристик, что и в других средствах массовой информации и поп-культуре: скелет в плаще с косой в руках.

### Массовая культура

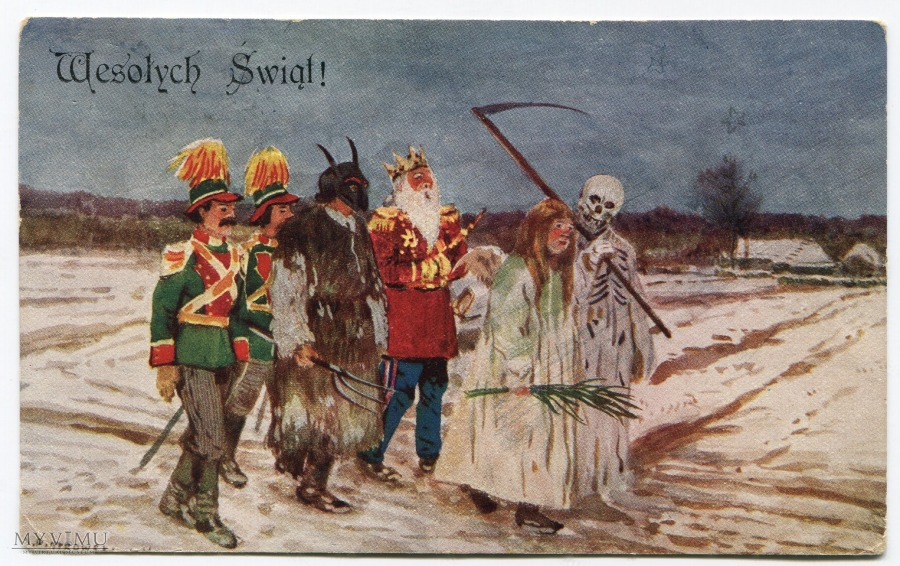
Образ смерти с косой у польских колядовщиков, 1929 г.

Кинематограф через различные образы транслирует ряд концептуальных моделей восприятия феномена смерти, например закрепление образа Смерти, подчиняющейся земным законам, через силу человеческого права выбора.
- Тетрадь смерти
- Знакомьтесь, Джо Блэк
- Мёртвые, как я: Жизнь после смерти
- Девушка с косой
- Мёртвые, как я
- Смерть (Плоский мир)
- Аокигахара (Лес самоубийц в Японии)
- Смерть (Сверхъестественное)
- Смерть (Кот в сапогах 2: Последнее желание)